# Jack O'Neill
Pour les articles homonymes, voir Jack et O'Neill.
Le lieutenant-général Jonathan « Jack » O'Neill est un personnage principal de l'univers de fiction Stargate, interprété en 1994 par Kurt Russell dans le film Stargate, la porte des étoiles et à partir de 1997 par l'acteur Richard Dean Anderson dans la série télévisée Stargate SG-1 ainsi que lors d'apparitions dans Stargate Atlantis et Stargate Universe. Il apparaît également dans le film Stargate : Continuum. Le film Stargate: Revolution (annulé en 2011) devait être centré sur ce personnage.

## Biographie
Jack O'Neill est né à Chicago, le 20 octobre 1952 et a grandi dans le Minnesota (bien qu'il nous soit précisé qu'il est d'origine irlandaise dans l'épisode 7 de la saison 1). Avant de travailler au SGC, le colonel O'Neill faisait partie des forces spéciales de l'Air Force (black-ops). Il avait effectué plusieurs missions périlleuses à travers le monde et avait notamment participé à une mission en République démocratique allemande pour récupérer un agent russe.
Lorsque son fils Charlie se tua accidentellement avec son arme de service à son domicile, O'Neill, anéanti, quitta l'Air Force et adopta un comportement dépressif et suicidaire. C'est en partie pour cette raison qu'il fut choisi pour participer à une mission vers Abydos après l'activation de la porte des étoiles : s'il y avait une menace pour la Terre, il devait déclencher une bombe atomique capable de détruire la porte d'Abydos, bombe qui finalement explosera en orbite, causant la mort de Râ. À son retour de mission, il découvrit que sa femme, Sara, l'avait quitté.
Un an plus tard, l'Air Force le recontacta au moment où le Goa'uld Apophis attaque la Tau'ri. Lors de sa première mission il ramène sur terre Teal'c, un Jaffa qui leur a sauvé la vie, et réussit à le faire intégrer dans son équipe. Lui est ensuite donné le commandement de l'équipe SG-1 (composé de Daniel Jackson, Teal'c et Samantha Carter) dont la mission est d'explorer la galaxie via le réseau de Porte des étoiles. Ce groupe sauvera à plusieurs reprises la Terre d'attaques des Goa'ulds et d'autres races aliens. Durant cette période, il rencontra de nombreuses races aliens dont les Asgard qui baptisèrent une classe de vaisseaux en son honneur.
En 2004, après avoir sauvé la Terre d'une attaque du Goa'uld Anubis , il est nommé Brigadier général et commandant du SGC, la branche secrète (fictive) de l'US Air Force qui gère les opérations du programme Porte des étoiles.
En 2005, il est nommé hors écran Major général et commandant du Système de défense terrien.
En 2009, on le retrouve avec le grade de lieutenant-général au Pentagone dans Stargate Universe.

## Personnalité
Jack O'Neill est toujours partant pour les plaisanteries et essaie de prendre toutes les situations avec humour, en particulier l'humour noir (par exemple quand il est sur le point de se faire renvoyer de l'armée et qu'il explique que ses compagnons ont protesté quant à son geste il dit : « Teal'c n'a rien dit, mais j'ai vu à ses sourcils qu'il désapprouvait fortement »).
Il éprouve un grand respect, une attirance et des sentiments envers le colonel Samantha Carter (ce qui est confirmé dans les saisons 4 et 8).
Il ne supporte pas de perdre ses hommes mais sait prendre des décisions mettant leur vie en grand danger si cela est vraiment nécessaire.
Jack O'Neill démontre de l'impatience envers le technobabillage de Carter, même s'il est toujours prêt à se moquer de lui-même (- Quel est ce langage étrange ? - Des maths, mon colonel). Il n'aime pas non plus le yo-yo, et surtout, il n'aime pas le vice-président Kinsey, à qui il n'hésite pas une seconde à dire le fond de sa pensée à l'aide de vertes répliques (Vous êtes vraiment le pire de tous les menteurs opportunistes et lèche-cul que j'ai jamais vu ; quant à mon vote, vous pouvez vous brosser, je préférerais crever que de voter pour vous !, dit-il devant une caméra après s'être assuré qu'elle filmait).
Très apprécié des races supérieures comme les Asgards ou les Tollans, il est considéré à travers l'univers comme étant le guide du peuple terrien. Ces derniers lui confient même des missions tout en insistant pour qu'il soit seul à les réaliser. Un statut qui le démarque de tous ses autres compagnons de mission. Son assurance, sa vivacité d'esprit ainsi que son intelligence en font un être d'exception qui amplifient les différences de comportement avec Daniel Jackson. Certaines attitudes montrent une tendance à vouloir se dénigrer volontairement, sans doute dans le but de valoriser ses coéquipiers. Une noblesse d'esprit qui explique sans doute l’intérêt des races supérieures à son égard : « Nous vous avons choisi, vous, O'Neill pour représenter votre race ».
À la mort de son fils, Jack acquiert une très grande gentillesse envers les enfants. C'est ainsi qu'il se lie d'amitié avec Skaara, un jeune homme d'Abydos et une petite fille de la planète Orban nommé Merrin, où il essaya de lui montrer le vrai sens de la vie. Il nourrit également une passion non cachée pour la pêche, et tente infructueusement d'entraîner tout le monde avec lui, même Thor. Il adore la bière, à tel point que c'est l'ingrédient secret de la plupart de ses recettes maison (comme ses brochettes et son omelette surprise). Jack adore les Simpson : il nous le prouve au long de la série comme dans l'épisode 6x04, où il regrette d'avoir oublié d'enregistrer  Les Simpson et dit à Teal'c que c'est très important pour lui ; il nous prouve cette passion incontestée pour ce dessin animé en élaborant la théorie où « Mr Burns » serait un Goa'uld… Par ailleurs, dans l'épisode 4x10, en recouvrant des bribes de souvenirs à la suite d'un lavage de cerveau, il dit se souvenir d'un homme chauve avec une chemise à manche courte, très important pour lui, nommé Homer (la description correspond également à celle du général Hammond), tout au long de l'épisode des références sont faites à ce Homer que personne ne semble connaître. Dans le double épisode final de la saison 8, Retour vers le futur, alors que l'histoire a été changée, le bateau du Colonel O'Neill se nomme Homer de nouveau en référence aux Simpson.

## Décorations militaires
Jack a plusieurs décorations, notamment :
| Décorations individuelles                                                       | |
|                                                                                 | Defense Distinguished Service Medal                                                                   |
|                                                                                 | Air Force Distinguished Service Medal                                                                 |
|                                                                                 | Defense Superior Service Medal                                                                        |
|                                                                                 | Airman's Medal                                                                                        |
|                                                                                 | Defense Meritorious Service Medal                                                                     |
| Bronze oak leaf cluster · Bronze oak leaf cluster · Bronze oak leaf cluster     | Meritorious Service Medal (avec trois grappes de feuilles de chêne en bronze)                         |
| Bronze oak leaf cluster · Bronze oak leaf cluster                               | Air Medal (avec deux grappes de feuilles de chêne en bronze)                                          |
|                                                                                 | Aerial Achievement Medal                                                                              |
|                                                                                 | Joint Service Commendation Medal                                                                      |
| Bronze oak leaf cluster · Bronze oak leaf cluster                               | Air Force Commendation Medal (avec deux grappes de feuilles de chêne en bronze)                       |
| Bronze oak leaf cluster · Bronze oak leaf cluster                               | Air Force Achievement Medal (avec deux grappes de feuilles de chêne en bronze)                        |
| Distinctions d'unité                                                            | |
| V · Bronze oak leaf cluster · Bronze oak leaf cluster · Bronze oak leaf cluster | Air Force Outstanding Unit Award (avec trois grappes de feuilles de chêne en bronze et la "V" Device) |
|                                                                                 | Air Force Organizational Excellence Award (en)                                                        |
| Distinctions de service                                                         | |
| Bronze oak leaf cluster                                                         | Combat Readiness Medal (avec une grappe de feuilles de chêne en bronze)                               |
| Médailles de campagne                                                           | |
| Bronze star                                                                     | National Defense Service Medal (avec une étoile de service en bronze)                                 |
|                                                                                 | Vietnam Service Medal                                                                                 |
| Bronze star                                                                     | Médaille du service en Asie du Sud-Ouest (avec une étoile de service en bronze) (version américaine)  |
| Service and training awards                                                     | |
|                                                                                 | Air Force Overseas Long Tour Service Ribbon                                                           |
| Bronze oak leaf cluster · Bronze oak leaf cluster · Bronze oak leaf cluster     | Air Force Longevity Service Award (avec trois grappes de feuilles de chêne en bronze)                 |
| Récompenses étrangères                                                          | |
|                                                                                 | Vietnam Campaign Medal (décoration sud-vietnamien)                                                    |
|                                                                                 | Médaille de la libération du Koweit (en) (décoration saoudienne)                                      |

| Insignes militaires |                                    |
|                     | Master Parachutist Badge           |
|                     | Master Space Operations Badge (en) |

## Dates effectives des promotions
| Rank               | Date                                 |
| ------------------ | ------------------------------------ |
| Colonel            | 28 octobre 1994 (Stargate)           |
| Brigadier général  | 9 juillet 2004 (Mésalliance)         |
| Major-général      | 15 juillet 2005 (Le trésor d'Avalon) |
| Lieutenant-général | 2 octobre 2009 (Air)                 |

## Jack O'Neil (avec un l)

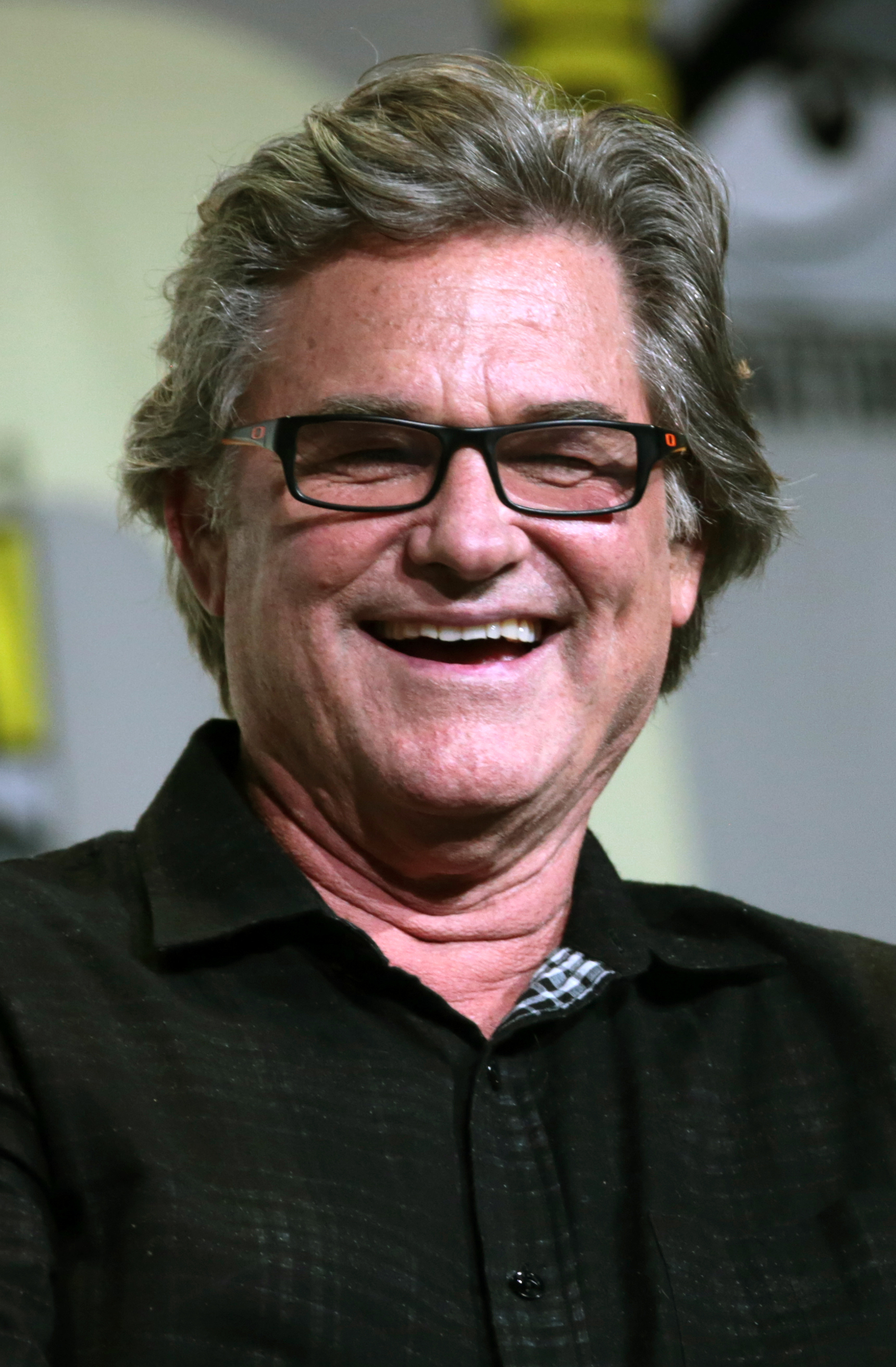
Kurt Russell, acteur jouant Jack O'Neil dans le film.

Dans le film Stargate, la porte des étoiles, O'Neil s'écrit avec un seul l au contraire de la série. Richard Dean Anderson a  choisi de rompre complètement avec l'interprétation de Kurt Russell. Outre leurs différences morphologiques, Anderson lui fait adopter un caractère radicalement différent, passant d'un introverti suicidaire à un adepte de l'humour cynique.
Jack O'Neil ou O'Neill sont dans la trame de Stargate les mêmes personnages, ne serait-ce que dans la mesure où l’épisode 1 de Stargate SG-1, met l'accent sur la liaison entre le film et la série, avec beaucoup d'éléments transverses. De même, l'épisode 12 saison 6 de Stargate SG-1 présente un flash back du décès du fils de Jack O'Neil ou O'Neill, dans les mêmes circonstances que dans Stargate, la porte des étoiles.

## Nominations et récompenses
Pour son interprétation de O'Neill, Richard Dean Anderson a été nommé et a reçu plusieurs récompenses: il a tout d'abord été nommé à un Saturn Awards de 1998 à 2000 dans la catégorie "Best Genre TV Actor" et a remporté cette récompense en 1999, puis un autre Saturn Awards dans la catégorie "Best Actor in a Television Series" de 2002 à 2005 sans remporter la récompense.
Il a aussi été récompensé lors du 57e repas annuel de l'Air Forces Association à Washington DC le 14 septembre 2004 de par son rôle en tant qu'acteur et producteur exécutif, qui dépeint de manière positive l'United States Air Force dans la série. Lors de cette cérémonie, l'acteur est nommé  Brigadier général honoraire de l'United States Air Force,,.
TV Guide classera le personnage en tant que 10e dans ses "25 plus grandes légendes de la science fiction en 2007.